# Badurad

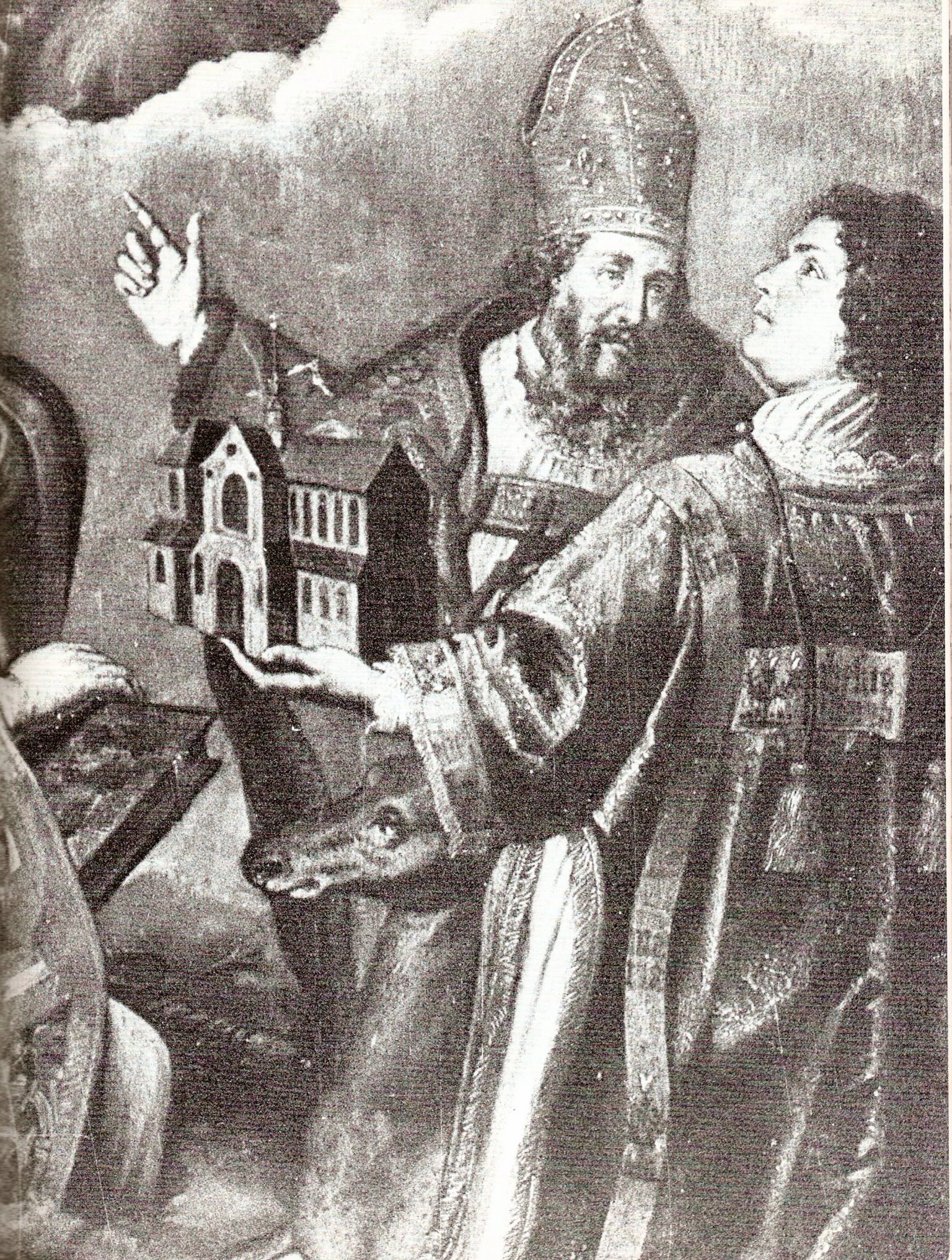
Bischof Badurad in einem Historiengemälde des Barock – früher bischöfliche Privatkapelle im Schloss Neuhaus, heute Diözesanmuseum Paderborn

Badurad (* vermutlich vor 785; † 17. September 862 in Paderborn) war der zweite Bischof von Paderborn (815–862).

## Leben
Der vermutlich entweder der Adelsfamilie der Immedinger oder der Mattonen entstammende Badurad (der dann sogar weitläufig mit Karl dem Großen verwandt gewesen wäre) wurde während der Sachsenkriege (772–804) möglicherweise als Geisel gestellt und in der Benediktinerabtei Neustadt am Main bei Würzburg zum Kleriker ausgebildet. Erst mit Antritt seines Pontifikats, der der Stabilisierung und dem Ausbau der noch jungen Paderborner Diözese gewidmet war, ist er in den Quellen besser fassbar. Badurad unterstützte u. a. die Gründungen der Klöster Corvey (815/822) und Herford (832) sowie des Kanonissenstifts Böddeken (836/840). Bedeutendstes Ereignis seiner Amtszeit war die gut dokumentierte Überführung der Liboriusreliquien 836 von Le Mans nach Paderborn, die eine Gebetsverbrüderung zwischen den beiden Domkapiteln begründete. Zur Aufnahme der Reliquien des heiligen Liborius, der später zum Paderborner Bistumspatron avancierte, ließ Badurad den Dom um ein Westquerhaus mit Krypta erweitern.
Außerhalb der Diözese ist Badurad 829, 847 und 852 als Teilnehmer an Synoden in Mainz, 840 in Ingelheim und zwischen 833 und 838 mehrfach in der Umgebung Kaiser Ludwigs des Frommen nachweisbar. Kurzzeitig fungierte er als Königsbote, verhandelte als einer von drei Legaten des Kaisers 834 die Aussöhnung mit Lothar I. und war 835 einer der drei geistlichen Richter im Absetzungsprozess gegen Erzbischof Ebo von Reims. Durch diese Tätigkeiten kam Badurad in engen Kontakt mit dem führenden Reichsepiskopat, dem er sich durch Teilnahme an verschiedenen Reliquientranslationen verband. Nachweislich besuchte Badurad auch die Reichsversammlungen 836 in Diedenhofen und 838 in Nimwegen.
Im Zerfall des Karolingerreiches zwischen 840 und 843 stand Badurad zunächst auf Seiten Lothars I. und der unterliegenden Reichseinheitspartei. Nur sehr allmählich arrangierte er sich mit König Ludwig II., genannt der Deutsche, zu dessen Ostfrankenreich die Diözese Paderborn seit 843 zweifelsfrei zählte und deren Bischofssitz Ludwig der Deutsche 840 und erneut 845 besuchte. Badurads Loyalität scheint immer dem legitimen Herrscher, aber nie einem Usurpator gegolten zu haben.
Badurad starb am 17. September 862 und wurde wahrscheinlich im Paderborner Dom beerdigt. Bereits seit dem Ende des 9. Jahrhunderts wird er als Heiliger verehrt.

## Namensgeber
Nach Badurad ist die „Stiftung Bischof Badurad“ des Erzbistums Paderborn benannt.